# Simon Brandhuber
Simon Josef Brandhuber (* 27. Juni 1991 in Deggendorf) ist ein deutscher Gewichtheber.

## Karriere
Simon Brandhuber wuchs in Steinach auf und begann seine Karriere im Alter von neun Jahren beim Verein TB 03 Roding, für den er 2001 erstmals bei einem Wettkampf antrat.
Bereits in seiner Jugend konnte er einige Erfolge verbuchen und siegte bei diversen Landespokalwettbewerben der Jugend sowie deutschen Jugend-Meisterschaften. Bei den Jugend-Europameisterschaften 2007 in Pavia sowie 2012 in Eilat konnte er jeweils die Bronzemedaille im Reißen gewinnen. Bei den U23-Europameisterschaften 2013 in Tallinn und 2014 in Limassol gewann er jeweils Gold im Reißen und beendete beide Wettkämpfe auf dem zweiten Rang (Zweikampfwertung).
Seit 2012 nimmt Brandhuber an den jährlich stattfindenden deutschen Meisterschaften im Gewichtheben der Senioren teil. Er konnte bei diesen sehr häufig Goldmedaillen gewinnen und beendete die Wettkämpfe in der Gesamtwertung stets auf einem der ersten drei Plätze. Dabei wechselte er häufig zwischen den Gewichtsklassen Leichtgewicht (bis 69 kg) und Mittelgewicht (bis 77 kg).
An internationalen Senioren-Meisterschaften nimmt Simon Brandhuber seit 2011 teil. So startete er 2011 bei den Weltmeisterschaften in Paris, belegte dort jedoch nur Rang 34. Seinen bisher erfolgreichsten Auftritt hatte Brandhuber bei den Europameisterschaften 2019 in Batumi, bei denen er in der Gewichtsklasse Federgewicht (bis 67 kg) Bronze im Stoßen sowie Silber im Reißen und in der Zweikampfwertung gewann.
Beim im Januar 2020 in Rom ausgetragenen Weltcup wurde Brandhuber in der Gewichtsklasse bis 67 kg Zweiter.
2020 wechselte Brandhuber vom TB 03 Roding, für den er in der Gewichtheber-Bundesliga antrat, zum Ligakonkurrenten AV 03 Speyer. Mit seinem neuen Verein konnte er 2021 die deutsche Mannschaftsmeisterschaft feiern.
2021 qualifizierte sich Brandhuber über den Ranglistenplatz für die Olympischen Sommerspiele in Tokio. Dort trat er in der Bantamgewichtklasse (bis 61 kg) an, war in dieser der Zweitbeste in Gruppe B und landete in der Gesamtwertung im Zweikampf auf Rang 9.
Bei den Europameisterschaften 2022 im albanischen Tirana konnte Simon Brandhuber seine EM-Erfolge von 2019 wiederholen, gewann Silber im Reißen, Bronze im Stoßen und wurde erneut Vize-Europameister, dieses Mal jedoch in der Klasse bis 61 kg Körpergewicht. Nach dem Gewinn der Deutschen Meisterschaften im Oktober 2022 in der 67-kg-Klasse stand für Brandhuber die Teilnahme an den Weltmeisterschaften in der Gewichtsklasse bis 61 kg auf dem Programm. An diesen konnte er jedoch aufgrund einer Coronavirus-Infektion nicht teilnehmen.
Im Oktober 2023 wurde Simon Brandhuber zum siebenten Mal deutscher Meister. Dabei erreichte er in Plauen in der Klasse bis 67 kg Körpergewicht 272 kg in der Zweikampfwertung.
Seit Dezember 2020 ist Brandhuber Athletensprecher im Bundesverband Deutscher Gewichtheber.

## Wettkampfbilanz U23- und Senioren-Bereich (Übersicht)
| Jahr | Turnier                     | Austragungsort | Zweikampf | Platz | Reißen   | Platz | Stoßen   | Platz | Gewichtsklasse            |
| ---- | --------------------------- | -------------- | --------- | ----- | -------- | ----- | -------- | ----- | ------------------------- |
| 2010 | Internationales Turnier     | Frankfurt/Oder | 280,0 kg  | unpl. | 128,0 kg | unpl. | 152,0 kg | unpl. | Mittelgewicht (bis 77 kg) |
| 2010 | Deutsche Meisterschaften    | Chemnitz       | 276,0 kg  | 2.    | 125,0 kg | 3.    | 151,0 kg | 2.    | Leichtgewicht (bis 69 kg) |
| 2011 | Weltmeisterschaften         | Paris          | 296,0 kg  | 34.   | 134,0 kg | 33.   | 162,0 kg | 36.   | Leichtgewicht (bis 69 kg) |
| 2012 | Deutsche Meisterschaften    | Roding         | 304,0 kg  | 1.    | 138,0 kg | 1.    | 166,0 kg | 2.    | Leichtgewicht (bis 69 kg) |
| 2012 | Europameisterschaften (U23) | Eilat          | 306,0 kg  | 4.    | 141,0 kg | 3.    | 165,0 kg | 5.    | Leichtgewicht (bis 69 kg) |
| 2013 | Europameisterschaften       | Tirana         | 300,0 kg  | 7.    | 138,0 kg | 6.    | 162,0 kg | 8.    | Leichtgewicht (bis 69 kg) |
| 2013 | Europameisterschaften (U23) | Tallinn        | 301,0 kg  | 2.    | 138,0 kg | 1.    | 163,0 kg | 2.    | Leichtgewicht (bis 69 kg) |
| 2013 | Deutsche Meisterschaften    | Ohrdruf        | 292,0 kg  | 2.    | 137,0 kg | 1.    | 155,0 kg | 2.    | Leichtgewicht (bis 69 kg) |
| 2014 | Internationales Turnier     | San Marino     | 307,0 kg  | –     | 142,0 kg | –     | 165,0 kg | –     | relativ                   |
| 2014 | Pokal der blauen Schwerter  | Meißen         | 290,0 kg  | 11.   | 135,0 kg | – *   | 155,0 kg | – *   | relativ                   |
| 2014 | Deutsche Meisterschaften    | Obrigheim      | 301,0 kg  | 1.    | 141,0 kg | 1.    | 160,0 kg | 1.    | Leichtgewicht (bis 69 kg) |
| 2014 | Weltmeisterschaften         | Almaty         | 297,0 kg  | 21.   | 137,0 kg | 18.   | 160,0 kg | 25.   | Leichtgewicht (bis 69 kg) |
| 2014 | Europameisterschaften (U23) | Limassol       | 297,0 kg  | 2.    | 138,0 kg | 1.    | 159,0 kg | 3.    | Leichtgewicht (bis 69 kg) |
| 2015 | Deutsche Meisterschaften    | Chemnitz       | 310,0 kg  | 2.    | 140,0 kg | 1.    | 170,0 kg | 2.    | Mittelgewicht (bis 77 kg) |
| 2015 | Weltmeisterschaften         | Houston        | 306,0 kg  | 20.   | 141,0 kg | 15.   | 165,0 kg | 30.   | Leichtgewicht (bis 69 kg) |
| 2016 | Europameisterschaften       | Førde          | 301,0 kg  | 8.    | 140,0 kg | 6.    | 161,0 kg | 11.   | Leichtgewicht (bis 69 kg) |
| 2016 | Deutsche Meisterschaften    | Plauen         | 270,0 kg  | 1.    | 125,0 kg | 1.    | 145,0 kg | 1.    | Leichtgewicht (bis 69 kg) |
| 2017 | Pokal der blauen Schwerter  | Meißen         | 304,0 kg  | 5.    | 140,0 kg | – *   | 164,0 kg | – *   | relativ                   |
| 2017 | Deutsche Meisterschaften    | Speyer         | 306,0 kg  | 3.    | 140,0 kg | – *   | 166,0 kg | – *   | Mittelgewicht (bis 77 kg) |
| 2017 | Weltmeisterschaften         | Anaheim        | 142,0 kg  | unpl. | 142,0 kg | 5.    | 0,0 kg   | unpl. | Leichtgewicht (bis 69 kg) |
| 2018 | Pokal der blauen Schwerter  | Meißen         | 289,0 kg  | 8.    | 132,0 kg | – *   | 157,0 kg | – *   | relativ                   |
| 2018 | Weltmeisterschaften         | Aşgabat        | 306,0 kg  | 11.   | 146,0 kg | 4.    | 160,0 kg | 17.   | Federgewicht (bis 67 kg)  |
| 2018 | Deutsche Meisterschaften    | Roding         | 297,0 kg  | 1.    | 137,0 kg | 1.    | 160,0 kg | 1.    | Leichtgewicht (bis 69 kg) |
| 2019 | Europameisterschaften       | Batumi         | 311,0 kg  | 2.    | 146,0 kg | 2.    | 165,0 kg | 3.    | Federgewicht (bis 67 kg)  |
| 2019 | Pokal der blauen Schwerter  | Meißen         | 299,0 kg  | –     | 139,0 kg | –     | 160,0 kg | –     | relativ                   |
| 2019 | Weltmeisterschaften         | Pattaya        | 301,0 kg  | 17.   | 138,0 kg | 14.   | 163,0 kg | 22.   | Federgewicht (bis 67 kg)  |
| 2019 | Deutsche Meisterschaften    | Obrigheim      | 303,0 kg  | 1.    | 137,0 kg | 1.    | 166,0 kg | 1.    | Leichtgewicht (bis 73 kg) |
| 2019 | Internationales Turnier     | Doha           | 304,0 kg  | 8.    | 140,0 kg | 5.    | 164,0 kg | 8.    | Leichtgewicht (bis 73 kg) |
| 2020 | Weltcup                     | Rom            | 298,0 kg  | 2.    | 138,0 kg | 2.    | 160,0 kg | 2.    | Federgewicht (bis 67 kg)  |
| 2020 | Malta International Open    | Malta          | 279,0 kg  | 2.    | 129,0 kg | 2.    | 150,0 kg | 3.    | Bantamgewicht (bis 61 kg) |
| 2021 | Europameisterschaften       | Moskau         | 272,0 kg  | 10.   | 127,0 kg | 5.    | 145,0 kg | 10.   | Bantamgewicht (bis 61 kg) |
| 2021 | Olympische Spiele           | Tokio          | 268,0 kg  | 9.    | 123,0 kg | 10.   | 145,0 kg | 11.   | Bantamgewicht (bis 61 kg) |
| 2022 | Europameisterschaften       | Tirana         | 286,0 kg  | 2.    | 134,0 kg | 2.    | 152,0 kg | 3.    | Bantamgewicht (bis 61 kg) |
| 2022 | Deutsche Meisterschaften    | Böbingen       | 282,0 kg  | 1.    | 132,0 kg | 1.    | 150,0 kg | 1.    | Federgewicht (bis 67 kg)  |
| 2023 | Europameisterschaften       | Jerewan        | 287,0 kg  | 7.    | 132,0 kg | 6.    | 155,0 kg | 8.    | Federgewicht (bis 67 kg)  |
| 2023 | Weltmeisterschaften         | Riad           | 287,0 kg  | 13.   | 133,0 kg | 6.    | 154,0 kg | 20.   | Bantamgewicht (bis 61 kg) |
| 2023 | Deutsche Meisterschaften    | Plauen         | 272,0 kg  | 1.    | 125,0 kg | 1.    | 147,0 kg | 1.    | Federgewicht (bis 67 kg)  |

## Persönliche Bestleistungen
Simon Brandhuber trat seit der Teilnahme an Senioren-Wettkämpfen bis 2019 fast ausschließlich in der Gewichtsklasse bis 69 kg (Leichtgewicht) an und wechselte nach der Umstellung der Gewichtsklassen 2018 in die Klasse bis 67 kg (Federgewicht). 2020 folgte der Wechsel in die Gewichtsklasse bis 61 kg (Bantamgewicht).

### Federgewicht (bis 67 kg)
- 146 kg im Reißen, erzielt bei den Weltmeisterschaften 2018
- 165 kg im Stoßen, erzielt bei den Europameisterschaften 2019
- 311 kg in der Zweikampfwertung, erzielt bei den Europameisterschaften 2019

### Bantamgewicht (bis 61 kg)
- 134 kg im Reißen, erzielt bei den Europameisterschaften 2022
- 154 kg im Stoßen, erzielt bei den Weltmeisterschaften 2023
- 287 kg in der Zweikampfwertung, erzielt bei den Weltmeisterschaften 2023